# Катастрофа BAC 1-11 в Кано
Катастрофа BAC 1-11 в Кано — крупная авиационная катастрофа, произошедшая в субботу 4 мая 2002 года. Авиалайнер BAC 1-11-525FT авиакомпании EAS Airlines выполнял внутренний рейс EXW4226 по маршруту Абуджа — Джос — Кано — Лагос, но во время вылета из аэропорта Кано выкатился за пределы ВПП, набрал взлётную скорость, оторвался от земли, после чего из-за отказа двигателей на малой высоте рухнул на район Гуаммая в пригороде Кано. В катастрофе погибли 149 человек — 71 человек на борту самолёта из 77 и 78 человек на земле.

## Самолёт
BAC 1-11-525FT с заводским номером 266 был выпущен в 1980 году. Оснащён двумя турбовентиляторными двигателями Rolls-Royce 512-14DW Spey. 19 января 1981 года он был продан компании TAROM, где получил бортовой номер YR-BCN; от неё периодически сдавался в лизинг авиакомпаниям Inex-Adria Aviopromet (борт YU-AKN), Adria Airways (борт YU-ANM) и Ryanair (борт EI-BSY). В ноябре 1999 года TAROM выставила лайнер на аукцион со стартовой ценой 500 000 $, где его приобрела нигерийская авиакомпания EAS Airlines; бортовой номер при этом сменился на 5N-ESF. На день катастрофы совершил 16 844 цикла «взлёт-посадка» и налетал 24 644 часа.

## Катастрофа
Самолёт выполнял перелёт из Абуджи в Лагос с промежуточными остановками в Джосе и Кано. В Джосе обозначение рейса сменилось на EXW4226. До Кано включительно полёт прошёл без отклонений. Далее предстояло выполнить заключительный этап маршрута. Всего на борту находились 8 членов экипажа и 69 пассажиров. Вес при этом находился в пределах допустимого.
В 13:29 (12:29 GMT) самолёт с выпущенными на 20 градусов закрылками начал разгон по полосе 05. Из-за недостаточного угла выпуска закрылков самолёт выкатился за пределы полосы и продолжил разгон уже по траве, после чего на некотором расстоянии от входных огней наконец сумел оторваться от земли. Но затем в процессе набора высоты и в полумиле от аэропорта отказали двигатели, тем самым лишив самолёт тяги. В 13:35 примерно в 1,2 милях от аэропорта самолёт упал на густонаселённый район Гуаммая в пригороде Кано. Разрушая двухэтажные здания с глиняными стенами и соломенными крышами, авиалайнер снёс около 23 домов, мечеть и школу, при этом полностью разрушившись и загоревшись.
В катастрофе погибли 7 членов экипажа, 64 пассажира, а также ещё 78 человек на земле, то есть всего 149 человек.

## Расследование
Расследование осложнялось тем, что самолёт не был оборудован цифровым бортовым самописцем, а вместо этого был установлен самописец старой модели, который существенно повредился в катастрофе. Как было установлено, ранее с данным самолётом уже было два инцидента из-за отказа одного двигателя, причём последний раз борт 5N-ESF простоял 52 дня, пока проходил ремонт. Это вызвало рассуждения, что на сей раз опять произошёл технический отказ. Но позже выяснилось, что в мае того же года данный двигатель был заменён на другой с борта 5N-ESD, после чего о момента катастрофы прошло всего 10 лётных часов. Расследование заняло 11 месяцев, после чего на основании его результатов комиссия сделала вывод, что причиной катастрофы стала ошибка экипажа, который не смог использовать возможности самолёта для взлёта с короткой ВПП. Когда в процессе разгона самолёт вышел за пределы ВПП на грунт, экипаж не стал прерывать взлёт. Между тем, катясь на большой скорости по высохшим траве и земле, шасси начали поднимать пыль, которую затягивали в себя расположенные в хвосте двигатели. Затем при наборе высоты в двигателях произошёл срыв пламени и они остановились.
Также в ходе расследования было выявлено ненадлежащее ведение технических журналов авиакомпании. По результатам отчёта Нигерийской ассоциации гражданской авиации (NCAA) было запрещено регистрировать воздушные суда без цифрового бортового самописца, а также запрещена установка запасных частей с других самолётов.